# The Super Dimension Fortress Macross
The Super Dimension Fortress Macross (Macross, La Fortaleza Super Dimensional, traducción del título original en Japonés Chō Jikū Yōsai Makurosu) es una serie de animación para televisión desarrollada por el estudio Nue y transmitida en Japón durante los años 1982 y 1983, creada a partir de una idea original concebida por Shoji Kawamori.
Años más tarde esta serie fue usada por Carl Macek de Harmony Gold para crear la primera generación de Robotech (1985).
Macross generó una franquicia que ha continuado en Japón hasta nuestros días en diferentes producciones tales como la precuela OVA Macross Zero (2002) y las secuelas Macross Flashback 2012 (1987), Macross Plus (1994), Macross 7 (1994), Macross Frontier (2008), y Macross Delta (2016), así como la producciones alternas The Super Dimension Fortress Macross: Do You Remember Love? (1984) y Macross II: Lovers Again (1992).

## Argumento
En julio del año 1999 una gigantesca nave de guerra alienígena, luego de un violento ingreso atmosférico, cae sobre la isla de Ataria Sur, en el Océano Pacífico. Después de una investigación inicial y debido a lo descubierto en la nave, una coalición internacional de países, conocida como United Nations Government (Gobierno de Naciones Unificadas, UN), inicia un proyecto armamentístico en el que se incluye la restauración e investigación de la tecnología hallada en la nave bautizada previamente como ASS-1 (Alien Star Ship-1) y que posteriormente después de su restauración sería rebautizada como SDF-1 Macross. Tras los eventos de Macross Zero que ocurrieron en el 2008, el 22 de febrero de 2009, durante la ceremonia de finalización del proyecto, se produce la llegada de los Zentradi, raza alienígena de gigantes similares en su aspecto a los humanos pero con una sociedad basada totalmente en la guerra. La nave restaurada bautizada con el nombre de SDF-1 Macross se enciende sola y dispara contra las naves alienígenas que se aproximan, provocando una guerra con los Zentradi.
La fortaleza espacial Macross luego de realizar un frustrado pliegue espacial, quedando varada cerca de la órbita de Plutón y perdiendo en el proceso sus motores Fold (Fold de Space Fold, Pliegue Espacial) necesarios para realizar dicha acción, se ve forzada a realizar un largo viaje a velocidad de crucero de regreso a la Tierra mientras es constantemente atacada por las fuerzas Zentradi.

## Episodios
- Episodio 1 "Booby Trap"
- Episodio 2 "Countdown"
- Episodio 3 "Space Fold"
- Episodio 4 "Lynn Minmei"
- Episodio 5 "Transformation"
- Episodio 6 "Daedalus Attack"
- Episodio 7 "Bye-Bye Mars"
- Episodio 8 "Longest Birthday"
- Episodio 9 "Miss Macross"
- Episodio 10 "Blind Game"
- Episodio 11 "First Contact"
- Episodio 12 "Big Escape"
- Episodio 13 "Blue Wind"
- Episodio 14 "Gloval´s Report"
- Episodio 15 "Chinatown"
- Episodio 16 "Kung fu Dandy"
- Episodio 17 "Phantasm"
- Episodio 18 "Pineapple Salad"
- Episodio 19 "Burst Point"
- Episodio 20 "Paradise Lost"
- Episodio 21 "Micro Cosmos"
- Episodio 22 "Love Concert"
- Episodio 23 "Drop Out"
- Episodio 24 "Good-Bye Girl"
- Episodio 25 "Virgin Road"
- Episodio 26 "Messenger"
- Episodio 27 "Love Drifts Away"
- Episodio 28 "My Album"
- Episodio 29 "Lonely Song"
- Episodio 30 "Viva Mariya"
- Episodio 31 "Satan's Doll"
- Episodio 32 "Broken Heart"
- Episodio 33 "Rainy Night"
- Episodio 34 "Private Time"
- Episodio 35 "Romanesque"
- Episodio 36 "Farewell to Tenderness"

## Personajes

### Humanos

#### Hikaru Ichijyo
Piloto civil de acrobacia aérea y personaje principal de la serie Macross. Su vida cambia desde la invitación que le hace su senpai (superior social o maestro) Roy Focker a la ceremonia de inauguración de la fortaleza Macross. Los hechos de una confrontación interespacial hicieron que obligadamente tuviera que dejar de volar por afición y enrolarse en la U.N.Spacy para convertirse en piloto militar. Cuando comienza la serie es un joven despreocupado y audaz. A lo largo de la historia se ve cómo la guerra y su relación con Lynn Minmay y Misa Hayase lo van convirtiendo en un hombre. En su carrera militar consigue el mando de su propio escuadrón y, aunque un poco torpe al principio, sale a relucir su liderazgo en cada misión. Sufre un gran cambio luego de la muerte de su amigo Roy Focker y la pérdida de uno de sus subordinados Hayao Kakizaki. En cuanto a su vida personal, siempre estuvo muy inseguro a cerca de lo que sentía por Minmay y Misa. Al final, luego de la batalla final por Macross, se da cuenta de que su sueño de proteger a sus seres queridos lo aleja de Minmai y lo unen a Misa con quien se mantiene al final. Durante el resto de las secuelas de Macross no vuelve a ser nombrado, luego de la desaparición del Megaroad-01, junto a Misa y Minmay.

#### Lynn Minmay
Famosa cantante, símbolo indiscutido de la serie Macross. En un comienzo ella era una simple mesera en un restaurante chino. Soñaba con ser algún día una famosa cantante. Ella junto a sus tíos se trasladó a la Isla Ataria Sur, lugar donde cayó la fortaleza espacial. Este viaje lo realizó pues sus tíos eran más receptivos que sus padres con respecto a sus sueños de fama. Conoce a Hikaru el día del ataque Zentradi, quien debe rescatarla un par de veces, para al final quedar atrapados en una sección de la Macross durante 12 días. Ella le confiesa que quiere ser cantante. Cuando están a punto de besarse son encontrados. Al poco tiempo tiene la oportunidad de entrar al mundo del espectáculo, sobre todo por ganar el concurso Miss Macross. Tiene gran importancia en la serie, es uno de los motivos por el que los Zentradi quieren tener su propia cultura y se resisten a pelear contra los humanos. Su voz es utilizada como arma psicológica contra las fuerzas de Bodolza'a. Gracias a ella se pudo ganar la guerra y se convirtió en una leyenda. Ser una gran estrella causó que se distanciara de Hikaru, más aún con la llegada de su primo Lynn Kaifun, quien estaba enamorado de ella y se vuelve su promotor. Con el tiempo ellos mismos se separan. Minmay busca a Hikaru, quien se encuentra en ese momento en una mala situación en su relación con Misa, y le propone que se casen. En eso Misa se aparece ante ellos y le confiesa a Hikaru que lo ama, lo cual da un vuelco total a los sentimientos de este escogiendo a Misa y no a Minmay. Su última actuación fue en el "Sayonara Concert Tour", un tributo a su canto, realizado antes de embarcarse en el Megaroad-01, nave interestelar cuyo propósito era colonizar más allá del sistema solar. La nave Megaroad-01 desapareció en el 2016, no teniéndose datos desde ese entonces de lo que sucedió con ella ni con Misa Hayase ni Hikaru Ichijyo.

#### Misa Hayase
Nacida en una familia de tradición militar, Misa aspiraba entrar al ejército desde que era una niña, inmersa en ese mundo debido a su padre, el almirante Takashi Hayase y su novio Riber Frurink. Había entrado a la U.N.Spacy para poder estar con Riber en la base Salla en Marte, pero Riber fue muerto por las fuerzas Anti-U.N, lo cual fue un duro golpe para ella, quien se dedica de lleno a su carrera militar. Su asignación en la SDF-1 Macross era el trabajo de su vida, hasta que conoce el joven Hikaru Ichijyo. Al principio se llevan como perros y gatos, ya que el no la soporta como superior y eso la enfurece. Más adelante ellos llegan a tener una relación basada en la amistad. Ambos se encuentran con amores frustrados. Hikaru está enamorado de Minmay y Misa de Lynn Kaifun, quien le recuerda mucho a Riber. Al final se enamora de Hikaru, y motivada por Claudia a confesarle sus sentimientos, escogiendo el momento en que es notificada que será la capitana del Megaroad-01 y, momentos antes del ataque final a Macross. Durante el bombardeo Hikaru le dice que también le ama y la escoge por encima de Minmay. Al final se casan y parten en la Megaroad-01 para buscar nuevos mundos habitables. Antes de que se perdieran las comunicaciones con el Megaroad-01, nace la primera hija de Hikaru y Misa: Miku Ichijyo.

#### Maximilian Jenius
Maximilian es, implicitamente, el mejor piloto de entre todos los que pertenecen a la U.N. Spacy en cuanto a talento y detreza en combate por encima de Hikaru y Roy Focker. Incluso sin el tutelaje de un sempai, como Hikaru tuvo. Sus grandes habilidades le permitieron subir su rango rápidamente y eventualmente el poder liderar su propio escuadrón. Pero ser el mejor no se le sube a la cabeza ya que siempre tiene un comportamiento modesto y amable. Sin embargo ser el mejor no siempre es una ventaja, ya que al ser humillada en combate por él, la piloto Meltrandi Miria Fallyna decide acabar con él. Cuando logran entablar combate a bordo de Macross, Max sale de nuevo como vencedor. Más adelante cuando se encuentra junto a Hikaru en un salón de videojuegos, ve a una preciosa mujer jugando un juego con gran habilidad. La desafía a un juego apostando todo lo que ambos habían ganado. Luego de una dura batalla, él gana. La chica quiere retirarse pero él la detiene y la convence de encontrarse en una cita en el parque. En el parque, la chica le revela su identidad, Miria, e intenta matarlo, pero él logra desarmarla. Humillada le pide que acabe con ella. Pero Max se apiada de ella y la besa. El matrimonio entre Max y Miria ayudó en cierto modo a llevar la guerra a mesas de negociaciones. Junto con Miria tuvo siete hijas, entre las más conocidas son Komilia Maria Fallyna Jenius (la bebe hija que aparece en Macross TV Series) y Mylene Flare Jenius (la protagonista de Macross 7). Después de la Primera Guerra Espacial (Space War I), Max capitaneó un cierto número de fortalezas de la U.N.Spacy, hasta que se convirtió en el comandante de la Flota Colonizadora Macross 7.

#### Hayao Kakizaki
Cuando a Hikaru Ichijyo le fue asignado su propio escuadrón, Hayao Kakizaki se encontraba a su mando. Este personaje corpulento, quizás falto inteligencia, a primera vista, no tuvo un rol destacado. Es un recluta de la U.N.Spacy asignado al nuevo grupo Vermillion bajo las órdenes de Hikaru. Sus habilidades como piloto no son muy buenas cuando se une al escuadrón, pero igual mantiene su valor como amigo de Hikaru y Max. Hayao es uno de los secuestrados por los Zentradi junto a Hikaru y Misa y es interrogado por Bodolza'a. Hayao madura bastante como piloto y es de gran ayuda para el escuadrón cuando Kamjin ataca por milésima vez al Macross una vez que descendió en la Tierra. Muere cuando es atrapado por la explosión que ocasiona el sistema de barrera omnidireccional del SDF-1 Macross en Ontario.

#### Roy Focker
Es un experimentado piloto de la UN Spacy. Fue uno de los primeros llegar al SDF-1 Macross y en probar los prototipos de cazas variables. En el pasado, perteneció al circo aéreo del padre de Hikaru. Al estallar la Guerra de Unificación se enlistó y después de la esta, participó en el proyecto de desarrollo del VF-X, el predecesor del VF-1 Valkyrie, y su experiencia le valió ser comandante del Escuadrón Skull a bordo del CVS-101 Prometheus y finalmente ser asignado a Macross.
Después de la muerte del Padre de Hikaru, Roy pasó a ser su protector, su senpai. Tiene una relación amorosa con Claudia LaSalle, a quien había conocido en la época de la guerra. Al principio ella lo rechazaba pensando que simplemente era el típico galán que ataca a cualquier cosa con faldas, pero luego se da cuenta de que sus sentimientos son sinceros. Una vez que Hikaru entra a la UNSpacy, lo guía para que sea un buen piloto y lo asigna a su propio escuadrón. Roy es un gran líder, estimado y respetado por los demás pilotos. Pierde la vida en el departamento de Claudia, desangrado mientras tocaba la guitarra, tras un combate contra el escuadrón de Miria Fallyna (una muerte muy digna en la serie, muriendo de forma similar en la continuidad alterna mostrada en The Super Dimension Fortress Macross: Do You Remember Love?, donde sacrifica su vida por salvar a Hikaru).

#### Bruno J. Global
De origen italiano, es el capitán de la Nave SDF-1 Macross. Pero no cabe duda que el capitán de la nave tuvo gran importancia a la hora de enfrentar los problemas y fue un arma importante dentro del conflicto, inclusive inspirando a sus dirigidos la seguridad necesaria para afrontar el largo proceso de la guerra. En la medida de sus posibilidades buscó un arreglo al conflicto. Muchos dicen que producto de algunos errores en decisiones importantes en medio de la batalla contra las fuerzas de Bodolza, el conflicto se alargó o tuvo ribetes distintos a los que realmente debía sufrir la humanidad. Es una persona honesta y considerada con su tripulación y con los civiles dentro de su nave de los que es responsable. Dotado de una tripulación inexperta y de 56 000 civiles, es un hombre con grandes presiones que debe decidir entre lo correcto y lo que le ordenan sus superiores de la U.N.Spacy. No cabe duda de que el capitán de la nave tuvo gran importancia a la hora de enfrentar los problemas, inclusive inspirando seguridad y confianza a su tripulación. Tanta que en el primer episodio, en medio de la batalla, sacó algo de carisma para reír de las bromas de Hikaru y Focker para con Misa. Extrañamente, nunca desarrolló un odio hacia los Zentradi y aceptó fácilmente la idea de una tregua. En la boda de Max y Miria, dijo "Puede ser el principio de la paz entre los dos pueblos", a pesar de que sus colegas no pensaban lo mismo.

#### Claudia La Salle
Es una de las operadoras del puente del SDF-1 Macross a cargo del armamento y del sistema de navegación del Macross. Desde un comienzo ha actuado como consejera de su amiga Misa, ayudándola en las decisiones más importantes de la vida de ella, tanto como oficial como persona. También es la novia del Roy Focker. Roy es el típico playboy y a Claudia le molestaba verle con otras mujeres. Pero Roy cambia al darse cuenta de que Claudia es la única mujer con la que realmente podía hablar y compartir sus sentimientos, sobre todo la noche anterior del inicio de los vuelos de prueba de los prototipos del VF. Desde esa noche son el uno para el otro. Claudia queda muy afectada por la muerte de Roy, lo que no le impide ser el soporte de Misa en los momentos difíciles. Alienta a Misa para que le exprese sus sentimientos a Hikaru antes de que sea demasiado tarde.

#### Vanessa Laird,Kim KabirovyShammy Milliome
Estas tres chicas son oficiales en el puente de Macross, bastante jóvenes y no tienen tanta experiencia como Misa y Claudia. Las tres pasan la mayoría de su tiempo libre juntas, cazando hombres y divirtiéndose la en la ciudad, entrometerse en la vida de los demás, en especial en la de Misa y formar pareja con los tres espías Zentradi. Algunas veces se le llama el Trío Terrible pero son mejor conocidas como las Conejitas del Puente (Bridge Bunies). Vanessa supervisa el radar de la nave y los sistemas navegación. Su acto más notable, luego de presenciar una discusión entre Misa y Hikaru, fue el de decirle a Hikaru que Misa lo amaba. Kim está a cargo de supervisar los sistemas internos del SDF-1 e informar su estado a Claudia y Misa. Shammy es el miembro más joven de la tripulación, casi una niña. Supervisa las comunicaciones internas y a veces suple a Misa como oficial de operaciones. Aunque joven y algo ingenua, Shammy sabe cumplir con su deber.

#### Lynn Kaifun
Es el primo de Minmay decide acompañarla cuando esta regresa al Macross luego de visitar a sus padres. La verdad es que está enamorado de ella y juntos hacen la película “Zhao Pai Long" (Pequeño Dragón Blanco). Luego la continúa acompañando haciendo la función de productor pero eventualmente la relación se disuelve y él la abandona con el tiempo. Un renegado político que odia todo lo relacionado con la milicia. Kaifun se siente exageradamente atraído por su prima, y de cierta manera se interpone en la relación que ella tenía con Hikaru. Esto da lugar a que Hikaru y Misa comiencen un nuevo romance, lo que alejará definitivamente a Hikaru de Minmay.

#### Takashi Hayase
Es el padre de Misa y uno de los representantes de la U.N. Spacy. Fue quien tuvo la idea de construir el sistema del Gran Cañón, cuya fuerza serviría para proteger a la Tierra del temido invasor alienígena. Fue amigo de Gloval, sirviendo juntos durante la guerra. Su relación con su hija Misa es normal para una familia que forma parte del ejército, pero se torna áspera cuando confrontan sus ideales. En realidad se siente orgulloso de ella y se lo dice, incluso toma cierto interés por la vida sentimental de su hija. El y la U.N.Spacy deciden dispara el Gran Cañón antes de intentar negociar la paz, decisión que se hace realidad durante el combate con Bodolza. Takashi muere en la base de Alaska, ante los ojos de su hija.

#### Coronel Maistrov
Se oponía fervientemente a un entendimiento con los Zentradi, y que quedó al mando del Macross cuando Gloval fue a entrevistarse con los mandos de la U.N.Spacy.

### Zentradis: Zentrans y Meltrans

#### Miria Farina Jenius
Es la líder del escuadrón Queadlunn-Rau de las fuerzas Meltrandi. Ella es reconocida como "Miria, la as de las fuerzas Meltrandi" incluso entre sus contrapartes masculinas, y respetada por su valor y poderes al mando de su nave. Su EGO se alimenta con cada victoria frente a las fuerzas micronianas. Una charla con Kamjin y sus propias ansias de desafío, la hizo ir en búsqueda de un piloto enemigo, un as, quizás igual que ella. Únicamente en Max Jenius conoce un rival de su talla, que no solo le da pelea, sino que logra ponerla en apuros y verse en la necesidad de huir para salvarse. Su búsqueda se vuelve gradualmente en obsesión, llevada por su orgullo, le solicita a su comandante (Laplamiz) el ser micronizada para ingresar como espía en Macross, para poder consumar su venganza. Esta búsqueda se vuelve frenética, con el fin último de enfrentarse contra Max Jenius. Al encontrarlo y después de un cortejo inusual, los dos contraen matrimonio y tienen siete hijas (la más conocida es Mylene, de Macross 7).

#### QuamzinKravshera
Arrogante, precipitado, impulsivo, pendenciero, orgulloso, vengativo, obstinado... estas palabras describen a Kamjin, guerrero sádico y cruel, incluso para las normas Zentradi. Su comportamiento en batalla le hace un aliado desequilibrado y que no le importa la cantidad de vidas que tenga que sacrificar para alcanzar sus objetivos. Pero no solo es una calamidad para Macross, sino también para sus superiores que deben dominarlo e impedir que destruya a la nave. Pero toda su bravuconería se esfuma cuando llega la Flota de Bodolza y se da cuenta de que este pretende eliminar a todos los Zentradi "contaminados por protocultura"; Kamjin entiende que él no tiene nada que ver con eso y huye del campo de batalla después de que Britai le pidiera colaborar, aunque regresa más tarde en medio de la batalla. Tras esos sucesos, Kamjin logra sobrevivir y asume una misión de venganza para destruir el SDF-1 y a los micronianos después de la destrucción de la Flota Principal de Bodolza, aliándose para ello con Laplamiz, con quien además emprenderá una relación sentimental. Muere cuando estrella su nave contra el SDF-1.

#### Moruk Laplamiz
Dirige la flota Meltrandi. Fue asignada por Bodolza a la misión de recuperar el SDF-1 reemplazando a Britai, quien tenía dificultades en llevar a cabo la operación y mantener controlado a Kamjin. Sin embargo, no logra ninguno de esos dos objetivos y es reemplazada nuevamente por Britai. Luego de las conversaciones de paz ella decide unirse con Britai.
También es una guerrera de raza, sabe dirigir y dar órdenes, siempre siguiendo las reglas. Aun así, termina uniéndose a Kamjin en el desierto, junto a los demás Zentradis disconformes con la vida pacífica. Muere junto a Kamjin al estrellar su nave contra el SDF-1 Macross.

#### Bodolza'a
Comandante supremo (Gorg) de la centésima décima octava flota principal Zentradi (118th main fleet), compuesta de 4 790 122 naves. Despiadado, aunque no parece disfrutar la guerra como sus subordinados, pero es capaz de reírse mientras destruye mundos enteros. Al ser el comandante supremo, tiene la responsabilidad de mantener ocultos varios secretos sobre su raza y comparte algunos de ellos con Britai y Exedol. Él conoce algunos detalles sobre la Protocultura y el efecto de los Zentradi al ser expuestos a ella. Cuando descubre que la flota de Britai y Laplamiz está bajo los efectos del contacto humano, decide ir con la flota principal y eliminarlos, aunque su primer ataque fue sobre el planeta Tierra, arrasando gran parte de su superficie. Muere cuando el SDF-1 logra penetrar directamente en su asteroide capital.

#### Britai Kridanik
Comandante supremo de su propia flota. Ha estado en búsqueda del acorazado de la Armada de la Supervisión (Supervision Army Battleship) por mucho tiempo y finalmente dio con él en 2009. Como a la mayoría de los Zentradi, le fascina la guerra y la idea de tener un buen adversario, como dijo una vez, le encanta la agresión. Es un guerrero respetado entre los suyos y confía plenamente en su mano derecha Exedol. Fue relevado de su mando por Bodolza luego de fallar en recuperar la nave y a los micrones capturados (Hikaru, Misa y Kakizaki). Pero cuando Laplamiz falla en controlar a Kamjin, luego de que el Macross destruyera Ontario, regresa al mando de la operación. Luego de evaluar el efecto de las canciones de Minmay en sus hombres, decide enviar a Exedol para empezar negociaciones de paz. Britai termina convirtiéndose en aliado cuando deben enfrentarse contra la flota de Bodolza. Su nave es reparada luego del conflicto y convertida en el buque insignia de la U.N. Spacy, con la cual capturan un asteroide fábrica de armamento de los Zentradi.

#### Exedol Formo
Seiyū: Ryūsuke Ōbayashi (japonés)
Es único en su especie. Su obsesión no es la guerra ni las estrategias militares, solo actúa como asesor de Britai. Procura tener siempre una opinión que pueda ser útil antes que los problemas se presenten, por eso Britai le tiene confianza. Cumple el importante papel de convertirse en embajador Zentradi para las conversaciones de paz con la humanidad. Luego de la guerra se dedica a la reconstrucción de la tierra. Es el único otro personaje, junto a Max y Miria, que continúan apareciendo en las secuelas de Macross hasta la serie Macross 7. En la serie original su aspecto era "normal" para un Zentradi, pero en la película Macross: Do You Remember love? aparece como un Zentran deforme, al igual que en Macross 7. de ahí se presume que Macross 7 es secuela directa de esta película y no de la serie original de TV.

## Producción
En la historia de Macross se mezclaron los sentimientos más humanos, como el miedo, la tristeza, la frustración, el fracaso, el heroísmo, y el amor, enmarcados en una cruel guerra de ultra-tecnología. Introduce elementos como máquinas Mecha transformándose en aeronaves, la música y el fenómeno Idol en animación, y una expresión profunda de los sentimientos de las personas. El argumento combina el género aventura con el género romántico.
La historia básica, los diseños de las Valquirias (VF-1) y algunos mecha Zentradi fueron creados por Shoji Kawamori. Los diseños del SDF-1, las naves y demás mecha Zentradi fueron realizados por Kazutaka Miyatake.
Los diseños y apariencia de los personajes de la serie corrieron a cargo del famoso dibujante Haruhiko Mikimoto. La banda sonora original fue realizada por "The Healthy Wings Orchestra", dirigida por el maestro Kentaro Haneda, quien también compuso las canciones y la música incidental de Macross.

### Orígenes
A principios de la década de los ochenta, el Japón empieza a experimentar un boom de series de anime cuyo tema central era la ciencia ficción gracias a la influencia de éxitos cinematográficos occidentales tales como Star Wars. Series como Space Battleship Yamato y Mobile Suit Gundam no solo se convierten en productos exitosos en el Japón sino que su exhibición fuera de la isla empieza a llamar la atención de las Compañías Japonesas, quienes ven como el interés que generan fuera de su país es lo suficientemente fuerte y estable como para hacerse económicamente rentable.
Es en esta época cuando una de estas compañías, Uizu ("Wiz") Corporation, le encomienda al joven estudio de animación Studio Nue la realización de un proyecto llamado ”Battle City Megarodo” donde a grandes rasgos la historia contaría las aventuras de una enorme nave estelar habitada por civiles. Para la gente de Nue esto no era nada nuevo, ellos ya habían trabajado en el diseño de naves, personajes y dirección de capítulos de series de anime cuyo tema central era la ciencia ficción.
La gente de Studio Nue diseña el proyecto con muchísima seriedad ya que para ellos el tema de la serie se debía desarrollar de manera sobria, interesante, futurista y épica, claramente contrastaba con la idea de Uizu Corporation quienes querían hacer al inicio una parodia sobre él género. Esto causaba fricciones entre las dos compañías llegando al extremo en que en febrero de 1981 el proyecto estaba a punto de cancelarse.
El muy joven director en turno de estudio Studio Nue, Shoji Kawamori (de tan solo 21 años en ese entonces), decide aceptar la invitación de visitar los Artland Studios, ya que en esa época era común que los directores de los estudios de animación se brindaran visitas recíprocas con el fin de buscar personal que se pudiera intercambiar para así llenar la necesidad que existía en ese momento de animadores de campo calificados.
Durante esta visita Kawamori se reencuentra con Haruhiko Mikimoto un viejo amigo de la universidad (con quién formó un club de fanes de Gundam, el Gunsight 1) y que ahora tenía una buena reputación como diseñador de personajes femeninos. Este le muestra su más reciente creación: una joven cantante china de cara inocente y juguetona llamada Minmay Lynn. Este diseño le llama tanto la atención a Kawamori que este lleva a Mikimoto a trabajar con Studio Nue y es así como en poco tiempo la colaboración de los dos crea la historia donde en medio de una invasión alienígena a la Tierra el tema principal era un triángulo amoroso entre el héroe, la heroína y la joven cantante a bordo de la nave Megarod.

### Macrossy su polémica producción
Debido a problemas financieros, Wizz Corporation se declara en quiebra y Big West Advertisement (una empresa dedicada a comerciales que decide entrar a la industria del anime) aprovecha la oportunidad comprando los derechos exclusivos de realización de la serie y es aquí donde Studio Nue rebautiza a la serie con su nombre definitivo: Super Dimensional Fortress Macross.
Big West prosigue con la realización del proyecto, pero eventualmente se va quedando sin fondos. Lo que quedó de Artland fue absorbido por Studio Nue, por su parte Big West decide involucrar al proyecto a Takatoku Toys como patrocinador. Tatsunoko Productions, como distribuidora; contratando a Anime Friend y Star Pro como estudios anexos, aún a pesar de su fama por mala animación pobre o problemas de continuidad, les concede el trabajo de animar la serie. La adición de Tatsunoko al otorgarle derechos exclusivos de distribución internacional de la serie desembocaría en la polémica creación de Robotech algunos años después, en 1985 (y para el mercado estadounidense específicamente), es en su estreno en Italia, en donde el autodenominado productor Farouk "Frank" Agrama, vio el potencial de la serie, y por ello le encarga a Carl Macek, mediante la creación de la empresa Harmony Gold USA, comprar la licencia de la serie Macross.
Inicialmente se intenta producir 52 capítulos, pero los constantes problemas de producción llevan a reducir la cantidad a 39 y luego a 27. Las fechas de estreno previamente anunciadas debieron ser cambiadas una y otra vez y ya en ese momento las 3 compañías involucradas daban clara señal de querer abandonar el proyecto. Por su parte, Tatsunoko logra negociar con TV Tokio, para estrenar la serie el 3 de octubre de 1982, a pesar de que las demás personas involucradas, especialmente Studio Nue, querían más tiempo para otorgar un producto más refinado.
Tatsunoko se encontraba distribuyendo SDF Macross por gran parte de Europa, incluyendo Italia, Francia y Portugal, en donde en su traducción al portugués le permite a cadenas de televisión en Brasil acceder a la serie de Macross, siendo retitulada como Guerra das Galáxias', debido a que para cuando la serie llegó al país, Harmony Gold ya había tomado posesión de la licencia de la serie.

### Nace una leyenda del anime contemporáneo
La épica historia de la fortaleza Macross, el triángulo amoroso entre el piloto de guerra Hikaru Ichijyo, la primera oficial de la nave Macross Misa Hayase, y Minmay Lynn, una mesera de restaurante chino convertida en cantante pop, atrapó por completo a los televidentes. La compleja historia sobre la confrontación bélica entre la humanidad y los invasores extraterrestres junto a un diseño impecable de cazas variables de combate basadas en tecnología extraterrestre se convirtió en un éxito inmenso.
El diseño de personajes de Mikimoto y los mechas de Kawamori inmediatamente llama la atención de grandes corporaciones siendo Bandai la primera que lanza toda una línea de juguetes sobre la serie. El éxito de la emisión de la serie y la gran acogida de los juguetes, anima a Studio Nue a continuar la historia más allá de los primeros 27 capítulos iniciales. Se desarrollan 9 capítulos adicionales, el final de la guerra contra los invasores, él triángulo amoroso se cierra y con la evacuación del planeta Tierra totalmente devastado por la guerra; Macross se despide de la TV japonesa el 26 de junio de 1983, luego de 36 capítulos.
Un año después se anuncia por parte de Studio Nue la producción de una película animada para cine sobre la serie, generando una expectativa sin precedentes que llevó a grupos enteros de fanes a acampar varios días en la puerta de los cines para poder ver el estreno. Este hecho sería dramatizado en el anime Otaku no Video de 1991.
Macross: Ai Oboete Imasuka (Macross: Aun recuerdas el Amor?) se estrenó el 7 de julio de 1984 en los cines japoneses convirtiéndose en un enorme éxito y la película más vista del año. La película duraba 115 minutos con una animación de vanguardia donde se volvía a contar la historia.
Posteriormente en 1987 Studio Nue decide cerrar él capítulo de SDF Macross con la realización de un video musical llamado Macross Flashback 2012. Este video duraba 24 minutos y era la representación del Sayanora Summer Concert Tour, un concierto de Minmay donde cantaba las canciones más famosas de la serie y se supone que es la despedida de la nave SDF 2 Megaroad 01 (un homenaje al nombre original de Macross) que parte hacía el espacio exterior en busca de otros planetas para habitar como parte del plan de migración de la humanidad a través de la galaxia.